# Mecyclothorax obscuricolor
Mecyclothorax obscuricolor är en skalbaggsart som först beskrevs av Blackburn 1878.  Mecyclothorax obscuricolor ingår i släktet Mecyclothorax och familjen jordlöpare. Inga underarter finns listade i Catalogue of Life.